# Trachypodopsis lancifolia
Trachypodopsis lancifolia là một loài rêu trong họ Trachypodaceae. Loài này được P.C. Wu mô tả khoa học đầu tiên năm 1982.